# Панд Орей (окръг)
Вижте пояснителната страница за други значения на Панд Орей.
Окръг Панд Орей (на английски: Pend Oreille County) е окръг в щата Вашингтон, Съединени американски щати. Площта му е 3691 km², а населението – 13 354 души (2017). Административен център е град Нюпорт.

## Градове
- Металайн
- Металайн Фолс